# North Lodge
North Lodge – civil parish w Anglii, w hrabstwie Durham. W 2011 roku civil parish liczyła 2304 mieszkańców.